# Esquí acrobàtic als Jocs Olímpics d'hivern de 2018 - Bamps masculins
La prova de bamps masculins va ser una de les deu proves que es disputaren als Jocs Olímpics d'Hivern de 2018 de Pyeongchang (Corea del Sud) dins el programa d'esquí acrobàtic. La competició es va disputar entre el 9 i el 12 de febrer al Bogwang Phoenix Park.

## Calendari
Els temps són UTC+09:00.
| Data         | Horari | Mànega        |
| ------------ | ------ | ------------- |
| 9 de febrer  | 11:45  | Classificació |
| 12 de febrer | 21:00  | Final         |

## Resum de medalles
| Or                     | Argent            | Bronze            |
| Mikaël Kingsbury (CAN) | Matt Graham (AUS) | Daichi Hara (JAP) |

## Classificació
En la primera ronda de classificació els 10 millors esquiadors passen directament a la final. Els altres passen a una segona ronda de classificació.

### Classificació 1
QF — Classificat per la final
Bib — Dorsal
DNF — No finalitza
DNS — No surt
| Pos. | Dorsal | Atleta               | País                       | Temps | Punts | Punts | Punts | Total | Notes |
| Pos. | Dorsal | Atleta               | País                       | Temps | Girs  | Aire  | Temps | Total | Notes |
| ---- | ------ | -------------------- | -------------------------- | ----- | ----- | ----- | ----- | ----- | ----- |
| 1    | 2      | Mikaël Kingsbury     | Canadà                     | 23.87 | 53.8  | 15.75 | 16.52 | 86.07 | QF    |
| 2    | 4      | Alexandr Smyshlyaev  | Atletes Olímpics de Rússia | 24.78 | 54.5  | 14.11 | 15.32 | 83.93 | QF    |
| 3    | 18     | Dmitriy Reiherd      | Kazakhstan                 | 25.08 | 52.4  | 13.90 | 14.93 | 81.23 | QF    |
| 4    | 7      | Troy Murphy          | Estats Units               | 25.40 | 51.7  | 14.74 | 14.51 | 80.95 | QF    |
| 5    | 5      | Ikuma Horishima      | Japó                       | 23.95 | 49.0  | 14.93 | 16.42 | 80.35 | QF    |
| 6    | 1      | Daichi Hara          | Japó                       | 25.06 | 49.7  | 15.36 | 14.95 | 80.01 | QF    |
| 7    | 17     | Pavel Kolmakov       | Kazakhstan                 | 25.98 | 52.1  | 14.14 | 13.74 | 79.98 | QF    |
| 8    | 6      | Philippe Marquis     | Canadà                     | 26.12 | 51.5  | 12.71 | 13.56 | 77.77 | QF    |
| 9    | 10     | Matt Graham          | Austràlia                  | 24.47 | 49.1  | 12.45 | 15.73 | 77.28 | QF    |
| 10   | 14     | Sacha Theocharis     | França                     | 24.89 | 47.7  | 13.67 | 15.18 | 76.55 | QF    |
| 11   | 20     | Marc-Antoine Gagnon  | Canadà                     | 26.04 | 48.0  | 14.66 | 13.66 | 76.32 |       |
| 12   | 13     | Anthony Benna        | França                     | 25.48 | 48.7  | 13.18 | 14.40 | 76.28 |       |
| 13   | 27     | Sho Endo             | Japó                       | 24.92 | 47.8  | 12.79 | 15.14 | 75.73 |       |
| 14   | 11     | Casey Andringa       | Estats Units               | 26.04 | 46.9  | 14.69 | 13.66 | 75.25 |       |
| 15   | 26     | Bradley Wilson       | Estats Units               | 24.38 | 46.3  | 13.10 | 15.85 | 75.25 |       |
| 16   | 16     | Nobuyuki Nishi       | Japó                       | 24.74 | 47.6  | 12.19 | 15.38 | 75.17 |       |
| 17   | 3      | Rohan Chapman-Davies | Austràlia                  | 26.07 | 48.1  | 12.24 | 13.62 | 73.96 |       |
| 18   | 8      | Felix Elofsson       | Suècia                     | 24.65 | 46.2  | 12.16 | 15.49 | 73.85 |       |
| 19   | 19     | Walter Wallberg      | Suècia                     | 25.67 | 47.3  | 12.16 | 14.15 | 73.61 |       |
| 20   | 21     | Choi Jae-woo         | Corea del Sud              | 24.95 | 43.0  | 14.85 | 15.10 | 72.95 |       |
| 21   | 28     | Benjamin Cavet       | França                     | 26.40 | 45.9  | 13.65 | 13.19 | 72.74 |       |
| 22   | 29     | Emerson Smith        | Estats Units               | 25.41 | 46.9  | 11.20 | 14.49 | 72.59 |       |
| 23   | 12     | James Matheson       | Austràlia                  | 26.33 | 46.2  | 13.28 | 12.79 | 72.27 |       |
| 24   | 22     | Kim Ji-hyon          | Corea del Sud              | 26.05 | 43.7  | 12.50 | 13.65 | 69.85 |       |
| 25   | 15     | Ludvig Fjällström    | Suècia                     | 25.07 | 41.8  | 11.83 | 14.94 | 68.57 |       |
| 26   | 25     | Seo Myung-joon       | Corea del Sud              | 25.02 | 44.4  | 9.04  | 15.01 | 68.45 |       |
| 27   | 9      | Jimi Salonen         | Finlàndia                  | 28.48 | 24.9  | 7.84  | 10.44 | 43.18 |       |
| 28   | 30     | Jussi Penttala       | Finlàndia                  | 27.32 | 11.3  | 6.88  | 11.97 | 30.15 |       |
| 29   | 23     | Vinjar Slåtten       | Noruega                    |       |       |       |       | DNF   |       |
| 30   | 24     | Brodie Summers       | Austràlia                  |       |       |       |       | DNS   |       |

### Classificació 2
QF — Classificat per la final
Bib — Dorsal
DNF — No finalitza
DNS — No surt
| Pos. | Ordre | Nom                  | País          | Qual 1 | Temps | Punts | Punts | Punts | Total | Millor | Notes |
| Pos. | Ordre | Nom                  | País          | Qual 1 | Temps | Girs  | Aire  | Temps | Total | Millor | Notes |
| ---- | ----- | -------------------- | ------------- | ------ | ----- | ----- | ----- | ----- | ----- | ------ | ----- |
| 1    | 11    | Choi Jae-woo         | Corea del Sud | 72.95  | 25.93 | 50.1  | 17.32 | 13.81 | 81.23 | 81.23  | QF    |
| 2    | 13    | Vinjar Slåtten       | Noruega       | DNF    | 25.16 | 47.4  | 15.27 | 14.82 | 77.49 | 77.49  | QF    |
| 3    | 4     | Casey Andringa       | Estats Units  | 75.25  | 25.57 | 47.8  | 15.29 | 14.28 | 77.37 | 77.37  | QF    |
| 4    | 16    | Bradley Wilson       | Estats Units  | 75.25  | 24.76 | 47.0  | 13.98 | 15.35 | 76.33 | 76.33  | QF    |
| 5    | 10    | Marc-Antoine Gagnon  | Canadà        | 76.32  | 25.40 | 46.3  | 15.07 | 14.51 | 75.88 | 76.32  | QF    |
| 6    | 6     | Anthony Benna        | França        | 76.28  | 25.45 | 35.3  | 10.56 | 14.44 | 60.30 | 76.28  | QF    |
| 7    | 17    | Sho Endo             | Japó          | 75.73  | 25.19 | 47.1  | 13.50 | 14.78 | 75.38 | 75.73  | QF    |
| 8    | 3     | Jimi Salonen         | Finlàndia     | 43.18  | 24.92 | 45.6  | 14.51 | 15.14 | 75.25 | 75.25  | QF    |
| 9    | 8     | Nobuyuki Nishi       | Japó          | 75.17  | 25.35 | 48.3  | 12.28 | 14.57 | 75.15 | 75.17  | QF    |
| 10   | 5     | James Matheson       | Austràlia     | 72.27  | 27.44 | 48.5  | 14.29 | 11.82 | 74.61 | 74.61  | QF    |
| 11   | 9     | Walter Wallberg      | Suècia        | 73.61  | 25.05 | 48.8  | 10.70 | 14.97 | 74.47 | 74.47  |       |
| 12   | 1     | Rohan Chapman-Davies | Austràlia     | 73.96  | 27.52 | 44.0  | 12.23 | 11.71 | 67.94 | 73.96  |       |
| 13   | 19    | Emerson Smith        | Estats Units  | 72.59  | 25.43 | 46.0  | 13.47 | 14.47 | 73.94 | 73.94  |       |
| 14   | 2     | Felix Elofsson       | Suècia        | 73.85  | 25.14 | 47.6  | 10.83 | 14.85 | 73.28 | 73.85  |       |
| 15   | 18    | Benjamin Cavet       | França        | 72.74  | 25.42 | 43.2  | 13.35 | 14.48 | 71.03 | 72.74  |       |
| 16   | 7     | Ludvig Fjällström    | Suècia        | 68.57  | 26.51 | 46.3  | 11.02 | 13.04 | 70.36 | 70.36  |       |
| 17   | 12    | Kim Ji-hyon          | Corea del Sud | 69.85  | 26.62 | 42.0  | 13.27 | 12.90 | 68.17 | 69.85  |       |
| 18   | 15    | Seo Myung-joon       | Corea del Sud | 68.45  | 25.41 | 42.5  | 12.52 | 14.49 | 69.51 | 69.51  |       |
| 19   | 20    | Jussi Penttala       | Finlàndia     | 30.15  | 27.68 | 42.5  | 13.96 | 11.50 | 67.96 | 67.96  |       |
| 20   | 14    | Brodie Summers       | Austràlia     | DNS    | DNS   | DNS   | DNS   | DNS   | DNS   | DNS    |       |

## Final
Les finals es va disputar el 12 de febrer de 2018.

### Final 1
Q — Classificat per la següent ronda
DNF — No finalitza
| Pos. | Ordre | Nom                 | País                       | Temps | Punts | Punts | Punts | Total | Notes |
| Pos. | Ordre | Nom                 | País                       | Temps | Girs  | Aire  | Temps | Total | Notes |
| ---- | ----- | ------------------- | -------------------------- | ----- | ----- | ----- | ----- | ----- | ----- |
| 1    | 4     | Sho Endo            | Japó                       | 24.42 | 52.1  | 14.82 | 15.80 | 82.72 | Q     |
| 2    | 12    | Matt Graham         | Austràlia                  | 24.89 | 50.3  | 15.91 | 15.18 | 81.39 | Q     |
| 3    | 15    | Daichi Hara         | Japó                       | 24.75 | 51.0  | 14.93 | 13.87 | 81.29 | Q     |
| 4    | 20    | Mikaël Kingsbury    | Canadà                     | 24.88 | 50.7  | 15.38 | 15.38 | 81.27 | Q     |
| 5    | 8     | Casey Andringa      | Estats Units               | 25.23 | 49.2  | 16.80 | 14.73 | 80.73 | Q     |
| 6    | 18    | Dmitriy Reiherd     | Kazakhstan                 | 24.70 | 50.7  | 13.64 | 15.43 | 79.77 | Q     |
| 7    | 16    | Ikuma Horishima     | Japó                       | 24.09 | 48.0  | 15.41 | 16.23 | 79.64 | Q     |
| 8    | 9     | Vinjar Slåtten      | Noruega                    | 24.99 | 49.1  | 15.03 | 15.05 | 79.18 | Q     |
| 9    | 6     | Marc-Antoine Gagnon | Canadà                     | 25.37 | 47.5  | 16.34 | 14.54 | 78.38 | Q     |
| 10   | 10    | Choi Jae-woo        | Corea del Sud              | 24.86 | 46.5  | 16.54 | 15.22 | 78.26 | Q     |
| 11   | 14    | Pavel Kolmakov      | Kazakhstan                 | 25.88 | 48.4  | 15.95 | 13.87 | 78.22 | Q     |
| 12   | 11    | Sacha Theocharis    | França                     | 23.97 | 46.4  | 14.30 | 16.39 | 77.09 | Q     |
| 13   | 5     | Anthony Benna       | França                     | 24.85 | 47.7  | 13.50 | 15.23 | 76.43 |       |
| 14   | 1     | James Matheson      | Austràlia                  | 26.33 | 47.8  | 14.90 | 13.28 | 75.98 |       |
| 15   | 19    | Alexandr Smyshlyaev | Atletes Olímpics de Rússia | 25.49 | 47.4  | 12.78 | 14.39 | 74.57 |       |
| 16   | 3     | Jimi Salonen        | Finlàndia                  | 25.16 | 44.6  | 13.34 | 14.82 | 72.76 |       |
| 17   | 17    | Troy Murphy         | Estats Units               | 25.36 | 45.0  | 13.16 | 14.56 | 72.72 |       |
| 18   | 7     | Bradley Wilson      | Estats Units               | 23.34 | 34.4  | 11.12 | 17.22 | 62.74 |       |
| 19   | 2     | Nobuyuki Nishi      | Japó                       | 25.14 | 23.1  | 8.09  | 14.85 | 46.04 |       |
| 20   | 13    | Philippe Marquis    | Canadà                     | DNF   | DNF   | DNF   | DNF   | DNF   |       |

### Final 2
Q — Classificat per la següent ronda
DNF — No finalitza
| Pos. | Ordre | Nom                 | País          | Temps | Punts | Punts | Punts | Total | Notes |
| Pos. | Ordre | Nom                 | País          | Temps | Girs  | Aire  | Temps | Total | Notes |
| ---- | ----- | ------------------- | ------------- | ----- | ----- | ----- | ----- | ----- | ----- |
| 1    | 10    | Daichi Hara         | Japó          | 24.41 | 51.6  | 14.89 | 15.81 | 82.30 | Q     |
| 2    | 9     | Mikaël Kingsbury    | Canadà        | 25.10 | 50.4  | 16.89 | 14.90 | 82.19 | Q     |
| 3    | 8     | Casey Andringa      | Estats Units  | 24.94 | 49.3  | 16.39 | 15.11 | 80.80 | Q     |
| 4    | 11    | Matt Graham         | Austràlia     | 25.18 | 50.1  | 15.11 | 14.80 | 80.01 | Q     |
| 5    | 5     | Vinjar Slåtten      | Noruega       | 24.31 | 48.3  | 14.63 | 15.94 | 78.87 | Q     |
| 6    | 4     | Marc-Antoine Gagnon | Canadà        | 25.53 | 47.6  | 15.47 | 14.33 | 77.40 | Q     |
| 7    | 2     | Pavel Kolmakov      | Kazakhstan    | 25.39 | 46.3  | 15.28 | 14.52 | 76.10 |       |
| 8    | 7     | Dmitriy Reiherd     | Kazakhstan    | 23.85 | 30.4  | 11.69 | 16.55 | 58.64 |       |
| 9    | 1     | Sacha Theocharis    | França        | 25.40 | 13.3  | 6.68  | 14.51 | 34.49 |       |
| 10   | 12    | Sho Endo            | Japó          | DNF   | DNF   | DNF   | DNF   | DNF   |       |
| 11   | 6     | Ikuma Horishima     | Japó          | DNF   | DNF   | DNF   | DNF   | DNF   |       |
| 12   | 3     | Choi Jae-woo        | Corea del Sud | DNF   | DNF   | DNF   | DNF   | DNF   |       |

### Final 3
| Pos. | Ordre | Nom                 | País         | Temps | Punts | Punts | Punts | Total | Notes |
| Pos. | Ordre | Nom                 | País         | Temps | Girs  | Aire  | Temps | Total | Notes |
| ---- | ----- | ------------------- | ------------ | ----- | ----- | ----- | ----- | ----- | ----- |
| 1    | 5     | Mikaël Kingsbury    | Canadà       | 24.83 | 54.0  | 17.37 | 15.26 | 86.63 |       |
| 2    | 3     | Matt Graham         | Austràlia    | 24.85 | 50.9  | 16.44 | 15.23 | 82.57 |       |
| 3    | 6     | Daichi Hara         | Japó         | 24.90 | 51.3  | 15.73 | 15.16 | 82.19 |       |
| 4    | 1     | Marc-Antoine Gagnon | Canadà       | 25.30 | 46.1  | 16.28 | 14.64 | 77.02 |       |
| 5    | 4     | Casey Andringa      | Estats Units | 25.86 | 45.5  | 16.10 | 13.90 | 75.50 |       |
| 6    | 2     | Vinjar Slåtten      | Noruega      | 26.71 | 11.8  | 9.03  | 12.78 | 33.61 |       |